# Горный Зерентуй

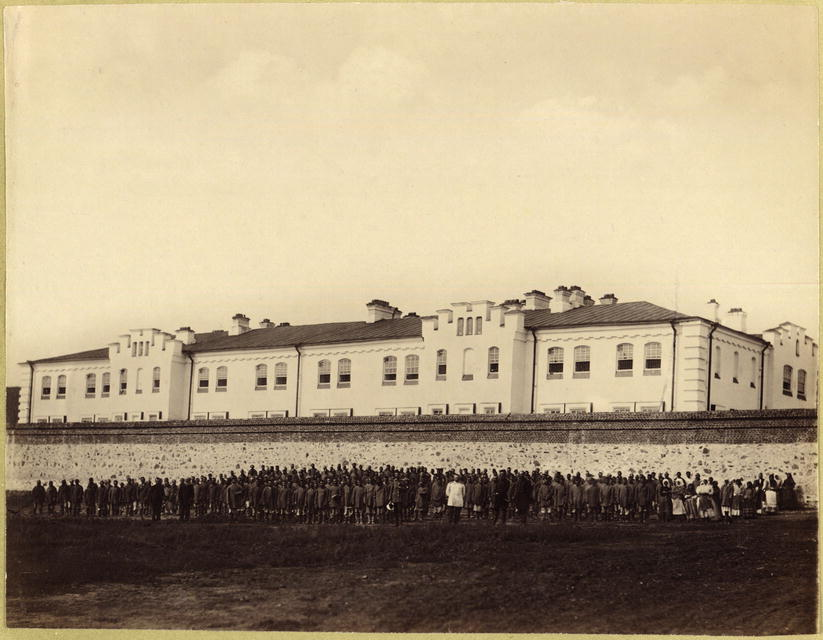
Заключённые перед Горно-Зерентуйской тюрьмой, 1891 год.

Го́рный Зеренту́й — село (ранее посёлок городского типа) в Нерчинско-Заводском районе Забайкальского края, Россия.

## География
Расположен в 309 км к северо-востоку от ближайшей железнодорожной станции Борзя (на линии Карымская — Забайкальск), с которой связан автомобильной дорогой.

## История
Основано в 1732 году с открытием Старо-Зерентуйского серебросвинцового месторождения. Первоначально проживали горнорабочие, имелись некоторые производственные постройки. С 1739 года руда поставлялась на Нерчинский сереброплавильный завод. В 1851 году крестьяне, приписанные к заводу, переведены в казачье сословие. В трёх километрах от посёлка работал Благодатский рудник.

### Зерентуйская каторжная тюрьма
Первые каторжане появились в Зерентуе во 2-й половине XVIII века. Наказание отбывали вначале уголовные, а затем и политические преступники. В 1825 году построено первое деревянное здание и с тех пор Горно-Зерентуйская каторжная тюрьма была центральной тюрьмой 1-го разряда Нерчинской каторги. В 1889 году была выстроена каменная 3-этажная тюрьма на 300 человек. После подавления Революции 1905—1907 гг. в Зерентуйской каторжной тюрьме находилось свыше 800 заключённых. Тюрьма прекратила существование в феврале 1917 году.

#### Зерентуйский заговор
В 1827 году в Зерентуй была доставлена группа декабристов членов Южного общества, вскоре организовавших Зерентуйский заговор, который возглавил декабрист Иван Сухинов.

#### Зерентуйская трагедия
В конце 1910 года начальник Зерентуйской каторжной тюрьмы И. И. Высотский уравнял политзаключённых с уголовными и ввёл для первых телесные наказания. 27 ноября (10 декабря) 1910 год шесть политзаключённых в знак протеста против жестокого обращения администрации попытались покончить жизнь самоубийством. Один из отравившихся — бывший член «Боевой организации эсеров» Созонов — умер. Весть о Зерентуйской трагедии вызвала студенческие волнения в ряде городов России. Внесённый в 29 ноября (12 декабря) 1910 год в III Государственную думу социал-демократической и трудовой фракциями запрос о Зерентуйской трагедии был отклонён большинством Государственной думы.

#### Известные заключённые (годы заключения)
- Ковальская, Елизавета Николаевна (1890—1892)
- Михайлов, Михаил Илларионович (1863)
- Мозалевский, Александр Евтихиевич (1828—1830)
- Созонов, Егор Сергеевич (1907—1910)
- Соловьёв, Вениамин Николаевич (1828)
- Сухинов, Иван Иванович (1828)
- Ярославский, Емельян Михайлович (1907)
- и другие.

## Население
| 1959 | 1970  | 1979  | 1989  | 2002  | 2009  | 2010  | 2012  | 2013  |
| ---- | ----- | ----- | ----- | ----- | ----- | ----- | ----- | ----- |
| 3087 | ↘2950 | ↘2660 | ↘2622 | ↘1562 | ↘1100 | ↗1153 | ↘1121 | ↘1060 |
| 2014 | 2015  | 2016  | 2017  | 2018  | 2019  | 2020  | 2021  |       |
| ↘995 | ↘964  | ↘916  | ↘871  | ↘847  | ↘805  | ↘787  | ↘593  |       |

## Инфраструктура
- средняя школа
- детский сад
- клуб
- филиал районной библиотеки
- участковая больница

## Экономика
Добыча полиметаллических руд, сельское хозяйство, производство.

## Люди, связанные с п. Горный Зерентуй
- Балябин, Василий Иванович (1900—1990) — русский писатель.

## Топографические карты
- Лист карты M-50-XII Нерчинский Завод. Масштаб: 1 : 200 000. Указать дату выпуска/состояния местности.